# Suavizante

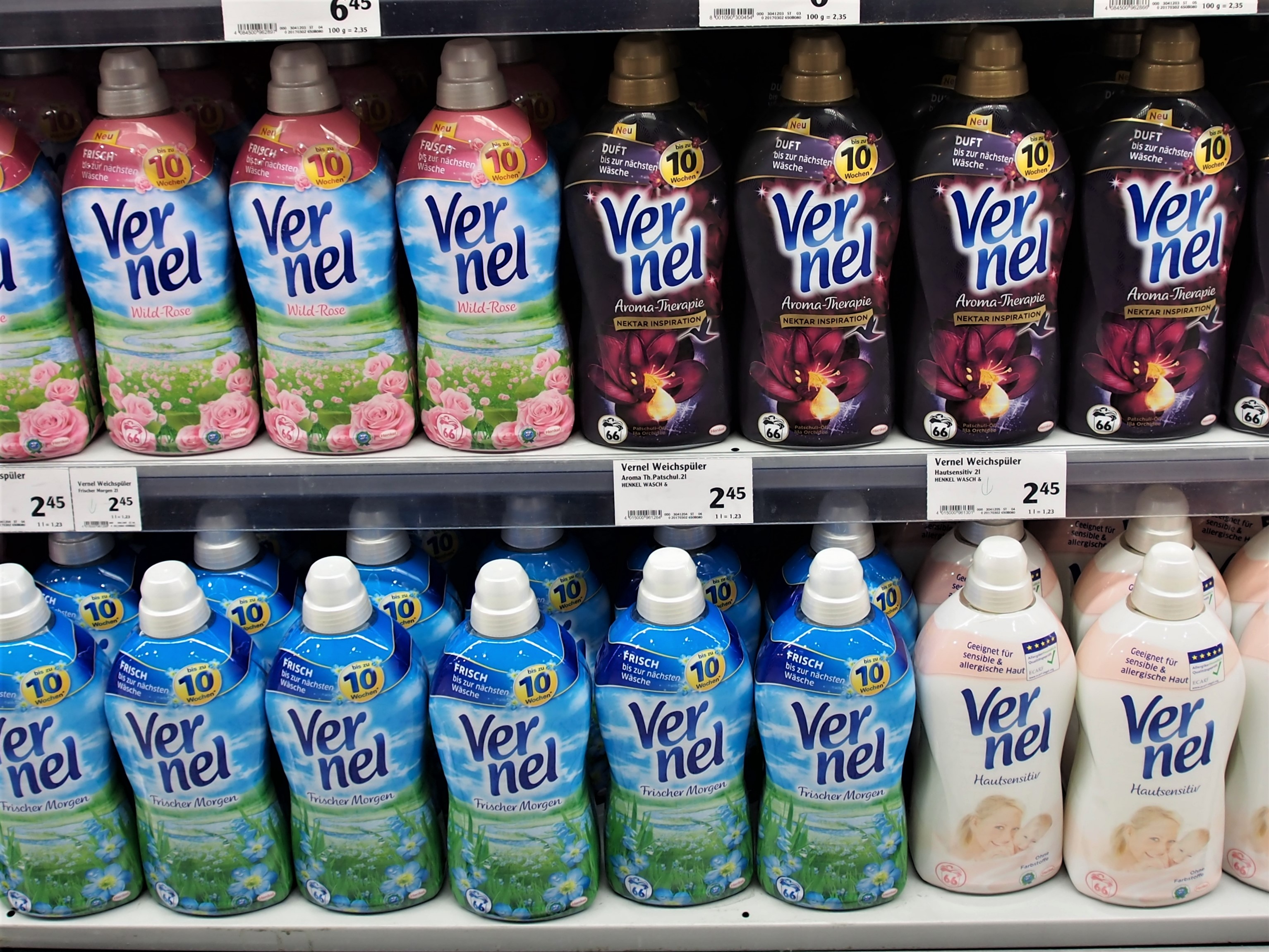
Suavizantes en un supermercado de Alemania

Un suavizante textil es un producto que se utiliza comúnmente en el proceso de lavado de ropa.
El suavizante se comercializa disuelto en agua y se añade en forma líquida a la lavadora. Los ingredientes más importantes de los suavizantes son los tensioactivos catiónicos, habitualmente del tipo amonio cuaternario. Estos tensioactivos se adhieren a las fibras del tejido, proporcionando suavidad. Proporcionan también volumen, esponjosidad y otorgan propiedades antiestáticas. Hacen que las prendas sean más fáciles de planchar y ayudan a reducir la aparición de arrugas. Por último, pero no menos importante, los suavizantes aportan a la ropa una fragancia.
Un reciente estudio ha puesto de manifiesto que los suavizantes previenen la aparición de arrugas y facilitan el planchado, pero no todos aumentan el volumen respecto a un lavado sin suavizante.
La industria de los suavizantes está concentrando sus productos cada vez más. Los suavizantes concentrados tienen un mayor porcentaje de tensioactivos catiónicos. En la actualidad los suavizantes textiles se comercializan con una concentración de tensioactivos catiónicos que oscila entre el 8 y el 15%, en contraposición con los suavizantes diluidos comercializados durante los años 90, que tenían una cantidad de materia activa próxima al 5%. Los suavizantes concentrados requieren dosis más pequeñas, ocupan menos espacio, es necesario menos plástico para su envasado y al caber más unidades por camión, emiten menos dióxido de carbono a la atmósfera.